# Condado de St. François
O Condado de St. François é um dos 114 condados do estado americano de Missouri. A sede do condado é Farmington, e sua maior cidade é Farmington. O condado possui uma área de 1 172 km² (dos quais 8 km² estão cobertos por água), uma população de 55 641 habitantes, e uma densidade populacional de 48 hab/km² (segundo o censo nacional de 2000). O condado foi fundado em 1821.